# Сафонова, Елена Васильевна
Елена Васильевна Сафонова (1902—1980, Москва) ― советская художница. Работала в жанре книжной иллюстрации. Дочь музыканта Василия Сафонова, сестра Ольги Сафоновой и Анны Книпер. Член Союза художников СССР.

## Биография
Родилась в 1902 году в семье музыканта В. И. Сафонова. Жила в Петрограде до 1917 года, заканчивала гимназический курс в Кисловодске (1919). Вернулась в Петроград (1921). Окончила по живописному факультету Вхутеин (1926), где занималась в студии Кузьмы Петрова-Водкина. Как книжный график, сотрудничала с петроградскими и московскими журналами и издательствами.
- Член профсоюза работников искусств с 1930 года.
- Член Союза художников с 1942 года.
- Член Художественного фонда Союза ССР с 1950 года.

Умерла в 1980 году. Похоронена на Ваганьковском кладбище.

## Творчество
Работая с 1923 в области книжной графики, иллюстрировала в основном детскую и юношескую литературу (в общей сложности до 25 книг). В 1928—1935 годах сотрудничала в журналах «Чиж» и «Ёж». Сблизилась с обэриутами, особенно с Александром Введенским, дружба с которым продолжалась до самой его гибели.
С 1927 года совместно с В. В. Дмитриевым и Б. Р. Эрдманом работала в качестве театрального художника, делала эскизы костюмов.
Вместе с обэриутами была ненадолго репрессирована в июне 1932 выездной сессией коллегии ОГПУ, но скоро возвращена из курской ссылки (реабилитирована в 1958).
В 1936 или 1937 перебралась в Москву, чтобы работать над иллюстрациями к книге Бориса Житкова «Что я видел»; позже сотрудничала с Корнеем Чуковским.
С 1943 по 1952 год работает по детской тематике, создавая книжки-игрушки и детские игры. На конкурсе игрушки 1948 года в Загорске была премирована за игру «Наша Родина».
«Что я видел», «Река» и «Доктор Айболит» с её иллюстрациями неоднократно переиздавались. Временами бралась за подвернувшийся заработок: оформление павильонов ВСХВ (1939—1940), детскую полиграфическую игрушку (1943—1952). С 1927 до послевоенных лет работала как театральный художник (в содружестве с В. В. Дмитриевым, Борисом Эрдманом и самостоятельно), участвовала в создании свыше 30 постановок в ведущих театрах страны: МХАТе, Театре имени Станиславского (здесь одно время в штате), Театре сатиры и т. д. С Эрастом Гариным сотрудничала в Театре киноактера и в кинофильме «Синегория» (художник фильма). Особенное признание получила её работа над костюмами.

## Книжные иллюстрации
- Л. Тынянова. Рылеев. 1928 г. М.; Л.: ГИЗ
- Введенский А. И. — Путешествие в Крым. 1929 г. ГИЗ
- Сафонова Е. В. — Вокзал. 1930 г. Л.: ГИЗ
- Сафонова Е. В. — Дети-негры. 1930 г. Л.: ГИЗ
- Сафонова Е. В. — Река. 1930 г. Б. м. : ГИЗ
- Хармс Д. И. — Озорная пробка. 1930 г.
- Рахтанов И. А. — Чин-Чин- чайнамен и Бонни Сидней. 1931 г.
- В. Зуккау. — Сев. 1931 г. М.; Л.: Мол. гвардия
- Сафонова Е. В. — Ленин в Индии. 1931 г. Л. : ОГИЗ — Молодая гвардия
- Гинзбург Л. — Агентство Пинкертона. 1932 г. М.-Л. ОГИЗ.Молодая Гвардия.
- Т. Габбе, З. Задунайская. Повар на весь город. 1934 г. ОГИЗ, Ленинградское отделение
- Т. Богданович. Ученик наборного художества. 1935 г. Л.: Детгиз
- Н. Григорьев. Полтора разговора. 1934 г. Л.: ОГИЗ «Детгиз»
- Андерсен Г. Х. — Гадкий утенок. 1935 г. Л.: ОГИЗ,
- О. Кузнецова. Враг под микроскопом. Повесть о Луи Пастере. 1935 г. Л.: Детгиз
- К. Чуковский. Доктор Айболит. 1936 г. Детиздат ЦК ВЛКСМ
- Сафонова Е. В. — Железная дорога. Книжка-малышка. 1937 г. Детгиз ЦК ВЛКСМ
- А. Введенский. О девочке Маше, о собаке Петушке и о кошке Ниточке. 1937 г. М. Детгиз ЦК ВЛКСМ
- Сказки братьев Гримм. 1937 г. М.; Л.: Детиздат
- Бр. Гримм. (пересказ А. Введенского) Ёж и заяц. 1937 г. Детиздат ЦК ВЛКСМ
- З. Александрова. Октябрьская песенка. книжка малышка. 1937 г. Детиздат ЦК ВЛКСМ
- Б. Житков. Что я видел. 1939 г. M. : Детгиз
- С. Михалков. Моя улица. 1943 г. Москва
- Мамин-Сибиряк Д. Н. — Дедушкино золото
- Лавренев Б. А. — Радио-заяц. рассказы
- Оношкевич А. И. — Шарманка стихи
- Шварц Е. Л. — Приключение мухи

## Театральные постановки
С художником В. В. Дмитриевым:
| 1928 г. | Борис Годунов     | Мариинский — Ленинград  |
| 1930 г. | Бокаччо           | М.Оперный — Ленинград   |
| 1931 г. | Пиковая дама      | Большой — Москва        |
| 1940 г. | Дворянское гнездо | им. Пушкина — Ленинград |
| 1940 г. | Щелкунчик         | Большой — Москва        |
| 1941 г. | Сказки Маршака    | Детский — Москва        |
| 1943 г. | Гроза             | Оперный — Свердловск    |
| 1944 г. | Евгений Онегин    | Кирова — Ленинград      |

С художником Б. Р. Эрдманом:
| 1939 г. | Много шума из ничего     | Франка — Киев                |
| 1939 г. | Ночь под рождество       | Оперный                      |
| 1942 г. | Пантомима «Три товарища» | Госцирк — Москва             |
| 1942 г. | Дом на холме             | 2-й фронтовой — Москва       |
| 1943 г. | Русские люди             | 2-й фронтовой — Москва       |
| 1946 г. | Золотые ключи            | 2-й фронтовой — Москва       |
| 1947 г. | Нищий студент            | Оперетты — Киев              |
| 1949 г. | Хозяйка гостиницы        | Оперетты — Киев              |
| 1950 г. | Каменный цветок          | Немировича-Данченко — Москва |
| 1951 г. | На грани дня и ночи      | Франка — Киев                |
| ~1970   | Мария Стюарт             | МХАТ                         |

| c 1950 по 1953 гг. | Жизнь                | Станиславского — Москва     |
|                    | Юность               | Станиславского — Москва     |
|                    | Наследники Рабурдена | Станиславского — Москва     |
|                    | На улице счастливой  | Станиславского — Москва     |
|                    | Девицы-красавицы     | Станиславского — Москва     |
|                    | Любовь Ани Березко   | Станиславского — Москва     |
|                    | Дни Турбиных         | Станиславского — Москва     |
|                    | Лиса и виноград      | Станиславского — Москва     |
| с 1957 по 1960 гг. | Мандат               | Московский Театр киноактера |
|                    | Обыкновенное чудо    | Московский Театр киноактера |
|                    | Тень                 | Московский Театр киноактера |
|                    | 12 стульев           | Московский Театр киноактера |

В 1939 г. эскизы костюмов к пьесе «Фельдмаршал Кутузов» (худ. Дмитриев и Эрдман) — Москва Вахтанговский, а также « Брат героя» в Центральном доме пионеров
Во время войны работала Московском областном ТЮЗе, в Госцирке, в театре дома Санпросвещения.
1945 г. Снежная королева (эскизы декораций и костюмов) МТХ- Москва
1945—1946 гг. «Синегория» (эскизы декораций и костюмов) Союздетфильм
1951 г. Флаг адмирала (эскизы декораций) Для творческого отчета в МОССХе

## Выставки
- 1936 — Советская иллюстрация к художественной литературе, ГМИИ (Спр., т. 2 с.129);
- 1981 — вечер памяти в МДХ;
- 1989 — Авангард 1910—1930, Турку, Финляндия (кат. на фин. яз. и англ. яз. С. 63) ;
- 1991 — Пермь, «Чудо чудное, диво дивное»;
- 1992 — Испания, Сантьяго-де-Компостелла;
- 1997 — Пермь, «В гости к дедушке Корнею».
- 2013 — Москва, «Е. В. Сафонова (1902—1980). „Грани таланта — грани судьбы“» (выставочный зал «Вернисаж в Ружейном», ЦГДБ им. А. П. Гайдара).